# Jeroen Windmeijer
Jeroen Frederik Antonius Maria Windmeijer (Delft, 19 april 1969) is een Nederlandse auteur.

## Biografie
Windmeijer werd geboren te Delft en groeide op in Pijnacker. Na zijn gymnasiumopleiding (Sint Stanislascollege, Delft) studeerde hij wijsbegeerte aan de Universiteit van Amsterdam en na het behalen van zijn propedeuse studeerde hij Culturele Antropologie en Sociologie der Niet-Westerse Samenlevingen aan de Universiteit Leiden. Tijdens zijn studie was hij een periode enthousiast aanhanger van een charismatisch-christelijke kerk in Leiden, waarvan hij uiteindelijk afstand heeft genomen. Zijn belangstelling voor het (vroege) christendom bleef echter intact, wat deels zijn latere thematieken in zijn thrillers verklaart.
Voor zijn afstudeeronderzoek woonde hij zes maanden in een klein dorpje van de Boliviaanse Aymara-indianen aan de oevers van het op 4.000 meter gelegen Titicacameer, op de grens van Bolivia en Peru. In 2001 promoveerde hij aan de Universiteit Leiden en het Amsterdamse Centrum voor Documentatie voor Latijns-Amerika (CEDLA). Hij bracht veertien maanden door in het stadje Otavalo, gelegen in de hooglanden van het noorden van Ecuador. Dit resulteerde in het proefschrift De vallei van de rijzende zon. Dit proefschrift verscheen in 2004 in een gepopulariseerde editie onder de titel Poncho’s, panfluiten en paardenstaarten. 
Windmeijer werkte als reisleider voor de Leidse reisorganisatie Djoser in onder meer Egypte, Mexico, Guatemala, Belize en Venezuela. Daarna was hij zes jaar docent Nederlands als Tweede Taal (NT2). Na een studie Wereldgodsdiensten en de eenjarige postdoctorale lerarenopleiding Godsdienst (ICLON, Leiden) werkte hij twee jaar als docent godsdienst en als docent maatschappijleer op het Bonaventuracollege Boerhaavelaan (2007-2009) en een kleine tien jaar aan het Visser ’t Hooft Lyceum Kagerstraat (2009-2019).
Windmeijer debuteerde als schrijver van thrillers in juni 2015 bij de Leidse uitgeverij Primavera Pers met de thriller Het Petrusmysterie. Dit werd het eerste deel van een trilogie met als hoofdpersoon archeoloog Peter de Haan, verbonden aan de Universiteit Leiden. Hij voltooide drie trilogieën: de Leidse trilogie, de Zuid-Amerika-trilogie, de Sterke vrouwen-trilogie (met cultuurhistoricus Jacob Slavenburg). Het eerste deel van de Ryevaar-boeken (met striptekenaar Tjarko Evenboer) verscheen in 2023 met Openbaring, het vervolg Revolutie in 2024. De schaduw van Vermeer verscheen in 2023.

## Stijl
De thrillers van Windmeijer volgen een vergelijkbare formule, die bekend is van auteurs als Dan Brown: een hoofdpersoon raakt persoonlijk geraakt door een zware misdaad, die onderdeel blijkt te zijn van een veel grotere, complot-achtige kwestie, die vaak ver terug gaat in de geschiedenis, van religieuze aard is en waarover veel inhoudelijke informatie wordt gedeeld in het boek. De samenwerkingen met cultuurhistoricus Jacob Slavenburg en striptekenaar Tjarko Evenboer dienen ook, blijkens de nawoorden van de auteurs, om deze expertise te versterken.  

#### Leidse trilogie
- Het Petrusmysterie (2015)
- Het Pauluslabyrint (2017)
- Het Pilgrim Fathers Complot (2018)

#### Latijns-Amerika-trilogie
- De offers (2019)
- De Genesissleutel (2020)
- De stenen goden (2022)

#### Sterke vrouwen-trilogie (metJacob Slavenburg)
- Het Isisgeheim (2020)
- Het Evacomplex (2021)
- De Magdalenacodex (2022)

#### Overige
- Een strooien brief (mini thriller, 2016)
- Wegwijzers (2018)
- Mijn naam is Occlo (2020)
- De zaak B. (2022)
- De vervalste Vermeer (2022, prequel van De Schaduw van Vermeer)
- Openbaring (2023, met Tjarko Evenboer)
- De schaduw van Vermeer (2023)
- Revolutie (2024, met Tjarko Evenboer)
- Offer (2024, YA-novelle, Uitgeverij Kluitman)
- De wraak van Balthasar (2024)
- De Nehalennia moorden (2024; Boekenweekgeschenk Week van het Zeeuwse Boek)

## Bestseller 60
| Boeken met noteringen in de Nederlandse Bestseller 60 | Jaar van verschijnen | Datum van binnenkomst | Hoogste positie | Aantal weken | Opmerkingen                           |
| ----------------------------------------------------- | -------------------- | --------------------- | --------------- | ------------ | ------------------------------------- |
| Het Pauluslabyrint                                    | 2017                 | 29-03-2017            | 28              | 10           | deel 2 in de Leidse-trilogie          |
| Het Pilgrim Fathers complot                           | 2018                 | 15-08-2018            | 15              | 8            | deel 3 in de Leidse-trilogie          |
| De offers                                             | 2019                 | 21-08-2019            | 40              | 3            | deel 1 in de Latijns-Amerika-trilogie |
| Het Isisgeheim                                        | 2020                 | 11-02-2020            | 37              | 3            | in samenwerking met Jacob Slavenburg  |
| De Genesissleutel                                     | 2020                 | 21-10-2020            | 60              | 1            | deel 2 in de Latijns-Amerika-trilogie |
| De stenen goden                                       | 2022                 | 09-03-2022            | 23              | 7            | deel 3 in de Latijns-Amerika-trilogie |
| De Magdalenacodex                                     | 2022                 | 19-10-2022            | 24              | 3            | in samenwerking met Jacob Slavenburg  |
| Openbaring                                            | 2023                 | 29-03-2023            | 49              | 1            | in samenwerking met Tjarko Evenboer   |
| De schaduw van Vermeer                                | 2023                 | 11-10-2023            | 38              | 1            |                                       |
| De wraak van Balthasar                                | 2024                 | 13-11-2024            | 42              | 1            |                                       |